# Schlacht von Ivankovac
Die Schlacht von Ivankovac war der erste nennenswerte Sieg der serbischen Rebellen im Zuge des Ersten Serbischen Aufstandes. Die Schlacht fand im Jahre 1805 in Serbien statt. Die beiden Konfliktparteien waren nach Unabhängigkeit strebende Serben und das Osmanische Reich.

## Verlauf
Das Osmanische Reich, welches damals Serbien kontrollierte, schickte den Kommandanten der Stadt Niš, Hafiz-Paša, aus, um die Rebellen zu bekämpfen. Er führte eine Armee von 15.000 Soldaten an.
Die aufständischen Serben erwarteten den Angriff der Osmanen und teilten sich in zwei Gruppen. Auf dem Berg Gilj in der Nähe der Stadt Jagodina erwartete der Rebellenführer Đorđe Petrović Karađorđe mit etwa 4000 bis 5000 Männern den Angriff der Osmanen. Der Herzog Milenko Stojković hatte sich mit ca. 2500 Männern auf dem Berg Ivankovac (etwa 4 Kilometer von der Stadt Ćuprija entfernt) verschanzt. Der Paša traf mit seinen Soldaten zuerst bei Ivankovac ein.
Nach einem erfolglosen Versuch, Stojković zu bestechen, griffen die Türken an. Der Angriff auf die serbischen Gräben dauerte bis zum Abend, bevor die Truppen Karađorđes Stojković zu Hilfe kamen. Die Serben starteten eine Gegenoffensive. Die osmanischen Soldaten zogen sich im Laufe der Schlacht in das kleine Städtchen Paraćin zurück, wo sie von den Serben belagert und mit Kanonen beschossen wurden. Ein Geschoss traf Hafiz-Paša am Fuß. Er flüchtete in die Stadt Niš, wo er schließlich an seinen Verletzungen starb.
Dieser Sieg der Aufständischen war ein Wendepunkt in der Geschichte des türkischen Einflusses auf dem Balkan, auch wenn der Aufstand 1813 schließlich niedergeschlagen werden konnte.